# Phoner to Arizona
"Phoner to Arizona" é uma música da banda virtual britânica Gorillaz, pertencente ao álbum The Fall. A música foi lançada no dia 22 de dezembro de 2010 no site oficial do grupo e no YouTube, juntamente a um vídeo com cenas da turnê do álbum Plastic Beach e outros vídeos musicais. A música é um instrumental e tem como único instrumento o iPad do frontman do grupo, Damon Albarn.